# No Love Deep Web
No Love Deep Web  é o segundo álbum de estúdio do grupo americano de hip hop experimental Death Grips, lançado originalmente através de seu site oficial em 1 de outubro de 2012. Gravado de maio a agosto de 2012, exibiu uma sonoridade que o grupo descreveu como um estilo mais sombrio e minimalista. O álbum foi vazado pelo próprio grupo devido a complicações sobre sua data de lançamento com sua gravadora Epic Records, que posteriormente os abandonou; o álbum foi posteriormente disponibilizado para compra através do selo Third Worlds da banda e da Harvest Records .
O lançamento original do álbum chamou grande atenção de revistas online, em grande parte devido à capa do álbum sexualmente explícita, que apresenta a foto de um pênis ereto com o título "No Love Deep Web" escrita no membro com uma caneta hidrocolor preta. Apesar disso, o álbum recebeu críticas geralmente favoráveis da crítica, que elogiou sua complexidade e som despojado.

## Produção

### Antecedentes e gravação
O álbum foi anunciado pela primeira vez no início de 2012, originalmente nomeado apenas como "No Love",juntamente com o lançamento de duas faixas de seu álbum anterior, The Money Store. Um adesivo foi incluído no lançamento físico de The Money Store, que dizia: "No Love. Outono de 2012." em seu verso. Em 4 de abril de 2012, Death Grips anunciou datas para uma turnê internacional de apoio para The Money Store, posteriormente adicionando mais à lista. Porém, logo após o lançamento de The Money Store, o grupo cancelou toda a turnê para que pudessem finalizar a gravação de No Love, que se tornaria então no álbum "No Love Deep Web".
A gravação do álbum ocorreu de maio a 31 de agosto de 2012 no apartamento de MC Ride e Zach Hill em Sacramento, Califórnia. Em 12 de agosto de 2012, Death Grips anunciou, através da Pitchfork, que o título do álbum havia sido alterado para No Love Deep Web e, das 20 faixas que haviam gravado, 13 faixas estariam inclusas no lançamento final.

### Estilo
Em entrevista ao Exclaim! o grupo afirmou que: "No Love é [...] uma espécie de culminação de nossos dois lançamentos anteriores." Eles descreveram o álbum como "a coisa mais pesada que fizemos até agora" e "o mais próximo que chegamos de nossa visão inicial de como seria o som de Death Grips". O conteúdo foi apontado como o "material mais futuro e potente" da banda, com "elementos movidos pela guitarra que abordamos com Exmilitary (2011), mas [...] não estão sendo exatamente gerados por uma guitarra."
Em agosto de 2012, a banda conta ao Pitchfork: "não há bateria programada manualmente neste álbum, as batidas estão sendo tocadas ao vivo em uma bateria eletrônica Roland ou na bateria acústica de Zach. Não há participações, colaborações de convidados ou produtores externos. O material é frio, com baixo pesado, minimalista, influenciado pelo rock and roll e pode se encaixar simultaneamente em um contexto de rave ou danceteria. É essencialmente rap e música eletrônica, embora às vezes extremamente agressivo." A música "Artificial Death in the West" traz uma amostra de áudio da música "Being Sucked in Again" da banda inglesa de pós-punk Wire, de seu álbum de 1978, Chairs Missing.

## Promoção
Para promover No Love Deep Web, o grupo criou um jogo de realidade alternativa (ARG) que funcionou de 12 a 16 de agosto de 2012, começando minutos após o lançamento de um comunicado sobre o álbum pela Pitchfork. Usando a Internet como meio, o jogo funcionou através de enigmas e empregou principalmente arquivos criptografados hospedados na Rede Tor com o tipo de arquivo .gpg. O jogo empregou muitos tipos de criptografia através de arquivos de imagem, texto e som, incluindo Braille, código QR, Base64, a cifra de César, código binário, código Morse e a cifra Afim, e usou sites como Imgur e vários sites relacionados ao Tor. O jogo rendeu a primeira menção à data de lançamento original de No Love Deep Web, 23 de outubro de 2012, e uma versão não masterizada de The Money Store para download no primeiro dia. No quinto dia, uma versão instrumental de The Money Store foi descoberta por usuários do 4chan em um domínio .onion e carregada para download regular.
Ao longo de agosto, o grupo anunciou planos para shows ao vivo, incluindo um show no Electric Ballroom, em Londres, e participações em festivais como o <i id="mwfA">Pitchfork</i> Music Fest Paris e o Big Day Out.

## Lançamento
Em 30 de setembro de 2012, Death Grips anunciou através de suas contas no Facebook e Twitter que sua gravadora se recusou a lançar o álbum até "algum dia do próximo ano", em vez da data prevista de 23 de outubro de 2012. Eles então divulgaram a lista de faixas e disseram aos fãs para ficarem atentos à meia-noite do dia primeiro de Outubro. No dia seguinte, a banda lançou o álbum por conta própria através de um site postado no Twitter, bem como no SoundCloud e em vários serviços de compartilhamento de arquivos, incluindo BitTorrent . Mais tarde naquele dia, foi revelado que Death Grips liderou a "Lista das músicas mais baixadas legalmente" do BitTorrent após o lançamento de No Love Deep Web, com 34.151.432 downloads.
Após seu lançamento, No Love Deep Web recebeu uma grande atenção da mídia. Várias horas após seu lançamento, o site oficial do grupo foi fechado. Em uma entrevista, Zach Hill afirmou que sua gravadora, Epic, fechou o website; no entanto, a Epic negou qualquer envolvimento. O site reapareceu pouco depois. Em 31 de outubro de 2012, Death Grips postou e-mails confidenciais que receberam da Epic sobre violação de direitos autorais no Facebook. Os e-mails, datados de 1º de outubro de 2012, revelaram que a Epic planejava receber os masters originais do grupo e lançar o álbum nas lojas, mas após o vazamento das cartas, a Epic anunciou que eles trabalharam para encerrar seu relacionamento com os Death Grips.
Em 19 de novembro de 2013, No Love Deep Web foi lançado em vinil e CD pela Harvest Records, além de ser disponibilizado em serviços de streaming.
Em outubro de 2022, em comemoração ao seu aniversário de 10 anos, o álbum foi relançado em vinil para o Record Store Day. O vinil reeditado inclui uma capa alternativa e inédita, apresentando o rapper MC Ride, sem camisa, parado na beira de uma varanda e mostrando o dedo médio com as duas mãos, enquanto segura um cigarro em uma delas.

## Faixas
| N.º            | Título                          | Duração |  |
| 1.             | "Come Up and Get Me"            | 4:13    |  |
| 2.             | "Lil Boy"                       | 3:46    |  |
| 3.             | "No Love"                       | 5:04    |  |
| 4.             | "Black Dice"                    | 3:27    |  |
| 5.             | "World of Dogs"                 | 2:42    |  |
| 6.             | "Lock Your Doors"               | 3:52    |  |
| 7.             | "Whammy"                        | 3:09    |  |
| 8.             | "Hunger Games"                  | 2:39    |  |
| 9.             | "Deep Web"                      | 2:18    |  |
| 10.            | "Stockton"                      | 3:17    |  |
| 11.            | "Pop"                           | 2:53    |  |
| 12.            | "Bass Rattle Stars Out the Sky" | 2:27    |  |
| 13.            | "Artificial Death in the West"  | 5:58    |  |
| Duração total: | Duração total:                  | 45:47   |  |